# Cumnoria
Genre
Espèce
Synonymes
- Iguanodon prestwichii Hulke, 1880
- Camptosaurus prestwichii Lydekker, 1889

Cumnoria est un  genre éteint de dinosaures ornithopodes du clade des Styracosterna ayant vécu au Jurassique supérieur. Il mangeait des végétaux et mesurait 3,5 mètres de long. Certains paléontologues pensent que ce serait (entre autres) un Camptosaurus (par exemple : J. I. Ruiz-Omeñaca et al. 2010 ; C. Diedrich 2011).
Mais il est finalement réhabilité en tant que Cumnoria par :
- M. C. Herne et al. 2018[5],[6]
- D. Madzia et al. 2018[7],[8]
- J. Párraga and A. Prieto-Márquez 2019[9],[10]

Une seule espèce est connue : Cumnoria prestwichii.